# Airbus Helicopters H145
Airbus Helicopters H145 (ранее Eurocopter EC145) — двухдвигательный легкий многоцелевой вертолёт, разработанный и производимый Airbus Helicopters, ранее Eurocopter. Первоначально обозначенный как BK 117, H145 создан на базе вертолёта MBB/Kawasaki BK 117 C1, который стал частью объединённой линейки Eurocopter в 1992 году в результате слияния вертолётного подразделения Messerschmitt-Bölkow-Blohm компании Daimler-Benz с Eurocopter. Ранее вертолёт назывался EC145, обновлённая версия EC145 T2 была переименована в H145 в 2015 году.
H145 является двухмоторным вертолётом и может перевозить до девяти пассажиров и двух членов экипажа, в зависимости от конфигурации заявленной заказчиком. Вертолёт предназначен для пассажирских перевозок, корпоративных перевозок, оказания неотложной медицинской помощи, поисково-спасательных, общественных и коммунальных работ.
Военные варианты вертолёта также выпускались под различными обозначениями, например H145M или UH-72 Lakota, и использовались для подготовки пилотов, медицинской эвакуации, разведки и операций по транспортировке войск.

## Разработка и производство

### История создания
EC145 был совместной разработкой компаний Messerschmitt-Bölkow-Blohm (впоследствии Eurocopter) и Kawasaki Heavy Industries, на основе их успешного совместного производства вертолёта MBB/Kawasaki BK 117. Вместо того чтобы создавать полностью новый вертолёт, разработчики использовали переднюю часть фюзеляжа и бортовые системы от Eurocopter EC 135, и хвостовую часть от BK 117. Flight International описали новый вертолёт, первоначально спроектированный как BK 117 C2, как «на 90 % комбинацию этих двух вертолётов [EC135 и BK 117 C1]». Тем не менее, были значительные изменения в конструкции: преимущества EC145 перед его предшественником включают большую дальность полёта и грузоподъёмность, значительно увеличенную площадь кабины, снижение уровня вибрации и шума, а также меры по упрощению технического обслуживания и минимизации эксплуатационных затрат. Сообщается, что уровень шума создаваемого EC145 на 60 % ниже, чем у BK 117 C1.
ЕС145 в отличие от ЕС135 сохранил классическую одновинтовую схему. Несмотря на имевшиеся первоначально планы оснастить ЕС 145 рулевым винтом — фенестроном, конструкторы Eurocopter, после ряда экспериментов и анализа опыта разработки и эксплуатации AS365 Dauphin, первоначально отказались от этой идеи, посчитав классический винт достаточно безопасным для вертолёта взлётной массой свыше 3,5 тонны. Но в дальнейшем, при модернизации, вернулись к схеме с закрытым рулевым винтом. Размеры и конструкция лопастей рулевого винта обеспечивают сохранение жесткости и прочности при встрече с ветками деревьев и прочими типовыми помехами при действии вблизи земли. Поднятый на высоту, обеспечившую клиренс нижних концов лопастей в 2 м, рулевой винт безопасен для пассажиров и наземного персонала.
Новый вертолёт получил сертификат типа под наименованием BK 117 C2. В декабре 1997 года он был выбран Службой гражданской обороны Франции для проведения спасательных операций с воздуха. 31 вертолёт EC145 заменил устаревший парк воздушных судов Aérospatiale Alouette III. Сумма сделки составила 170 миллионов долларов США. EC145 совершил свой первый полет в Донаувёрте, Германия, 12 июня 1999 года. Eurocopter провела масштабную рекламную кампанию для нового вертолёта на Международной выставке Вертолётной ассоциации США в феврале 2000 года. После того как ЕС145 в феврале 2002 года прошёл сертификацию в США и участвовал в крупнейшей американской вертолётной выставке Heli Expo 2002, на него стали поступать заказы и из Нового Света. В сентябре 2003 года первый ЕС145 поступил за океан. Главным американским заказчиком на военную версию ЕС145, получившую название UH-72A Lakota стали Сухопутные силы США. Впервые со времен Первой мировой войны США приняли на вооружение летательный аппарат иностранной конструкции. Произошло это в результате серии неудач, постигших американцев в разработке программ лёгких многоцелевых военных вертолётов.
Eurocopter и Kawasaki заключили соглашение о независимом производстве и продаже EC145, одновременно работая над его дальнейшей модернизацией. Eurocopter имеет 60 % от доли производства, которое включает в себя производство несущего и рулевого винтов, промежуточного и хвостового редукторов, системы управления, конструкцию кабины и хвостового оперения, а также шасси. На долю Kawasaki приходится 40 % работ, включая производство фюзеляжа, главной трансмиссии, электрическую и топливную системы. Kawasaki использует обозначение BK 117 C2 для этого вертолёта, и продает/производит самолёты на азиатском рынке. Eurocopter продает этот тип по всему миру под обозначением EC145. В ноябре 2004 года, после прекращения производства многоцелевого вертолёта Mitsubishi MH2000 компании Mitsubishi Heavy Industries, BK 117 C2 стал единственным гражданским вертолётом, производящимся в Японии. В августе 2010 года было объявлено, что партнёрство между Eurocopter и Kawasaki по разработке и производству EC145 продлено как минимум до 2025 года.

### Дальнейшее развитие

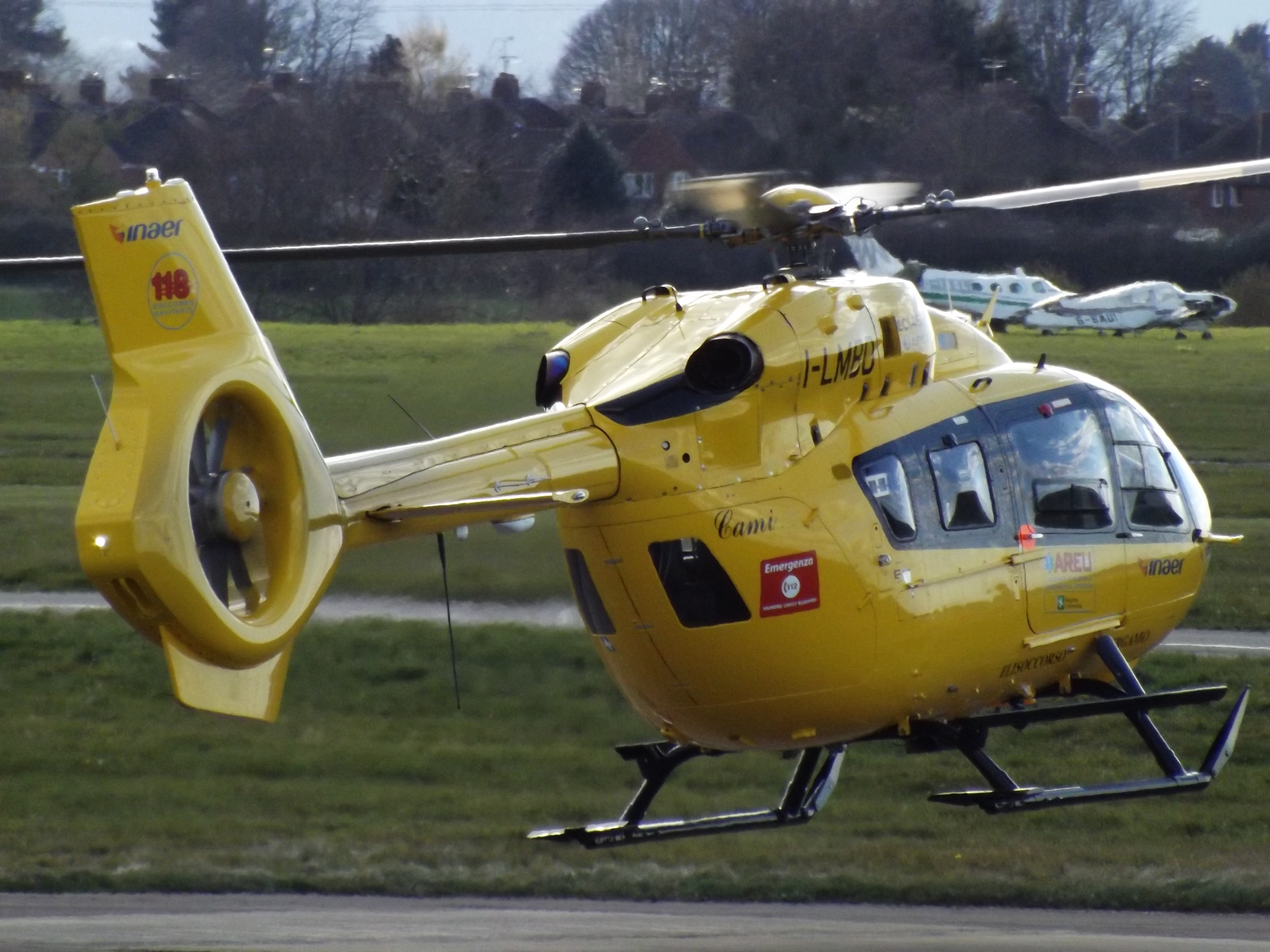
Модернизированный EC-145, с характерным рулевым винтом выполненным по схеме «Фенестрон»

В 2011 году компания Eurocopter выпустила модернизированную версию EC145, получившую обозначение EC145 T2, впервые представленную а выставке Heli Expo 2011. EC145 T2  оснащен новыми турбовальными двигателями Arriel 2E, электронно-цифровой системой управления двигателями (FADEC) и модернизированными коробками передач рулевого и несущего винтов. Отличительной внешней особенностью новой версии вертолёта является использование рулевого винта выполненного по схеме «Фенестрон». Значительные доработки были проведены над кабиной и общими системами вертолёта. Авионика стала полностью цифровой, с модульно-блочным подходом к комплектации систем воздушного судна. Также был внедрён современный 4-х осевой автопилот. По словам ведущего менеджера проекта Драгоса Григоринку после ввода нового типа в эксплуатацию, на что обычно уходит около пяти лет, прямые затраты на техническое обслуживание Т2 должны быть на 10% ниже, чем у его предшественника. Для этой модели в апреле 2014 года был получен сертификат летной годности Европейского агентства безопасности полетов (EASA), а сертификация Федерального управления гражданской авиации США последовала в октябре 2014 года.
Основное производство EC145 расположено в Донаувёрте в Германии, втором по величине заводе Eurocopter после завода расположенного в Мариньяне во Франции. В 2014 году Airbus Helicopters объявила, что в 2015 году будет произведено 50 самолётов EC145 T2. Ожидается, что в конечном итоге производство вырастет до 70 вертолётов в год.

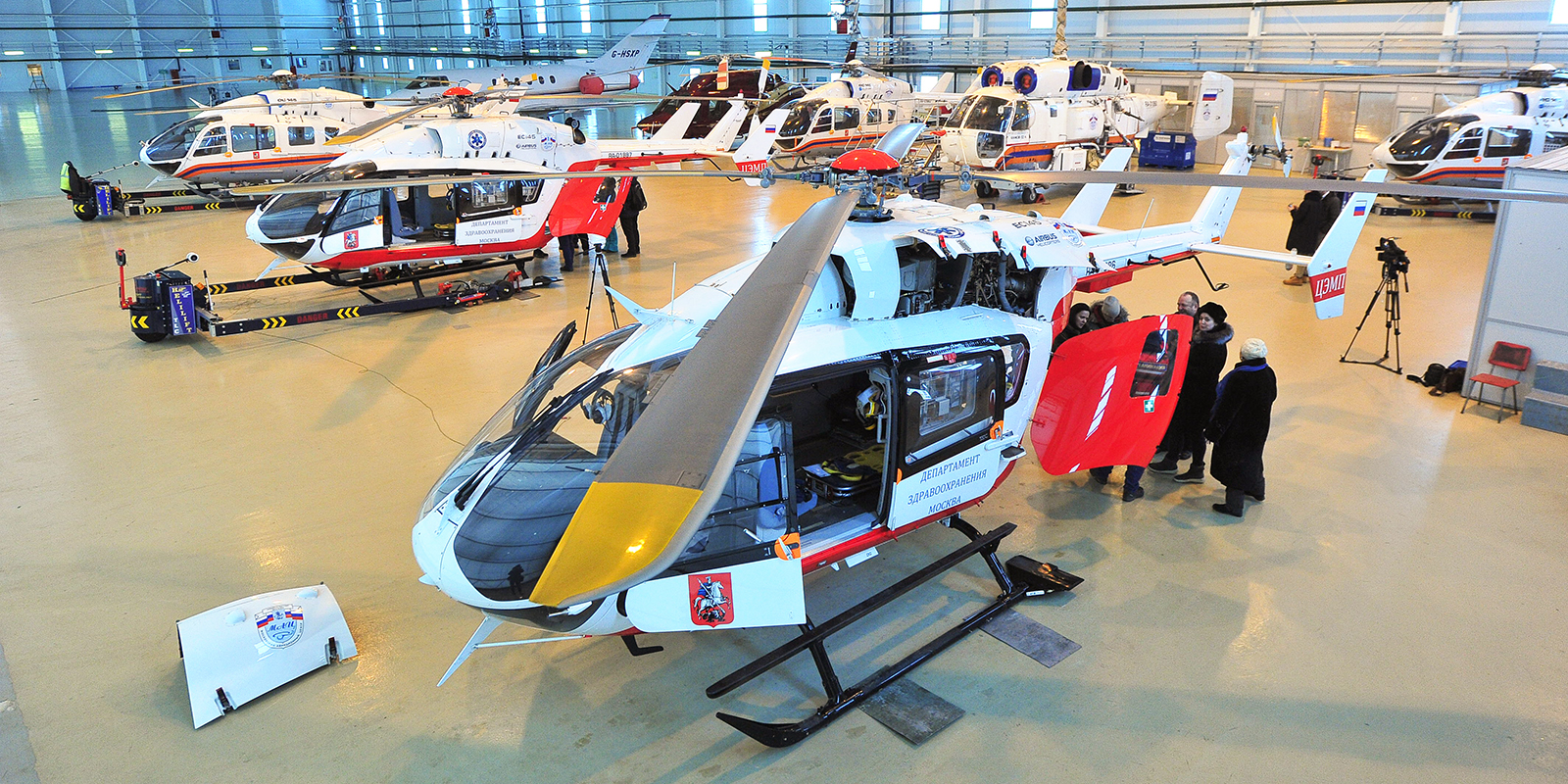
Вертолёты EC 145 Московского авиационного центра

С сентября 2011 года в Eurocopter начали разрабатывать беспилотный вариант EC145. Испытательные полёты модели получившей наименование EC145 OPV (optionally piloted vehicle), включая беспилотные полёты, начались в 2013 году. Беспилотный вариант, с существующей авионикой EC145, способна работать автономно или, альтернативно, управляться людьми-операторами либо из кабины, либо с наземной станции управления. Сообщается, что технология совместима с рядом других вертолётов Eurocopter и предназначена как для гражданского, так и для военного применения. В чрезвычайной ситуации, например, при отказе систем, EC145 OPV запрограммирован на автоматический переход в режим зависания и посадку в безопасном режиме. В марте 2015 года технический директор Airbus Helicopters Жан-Брис Дюмон заявил, что твёрдых планов по запуску производства EC145 OPV нет, но инвестиции в проект продолжаются.
В июле 2014 года компания Airbus Helicopters выпустила модель EC145e, облегчённую и более дешёвую версию стандартного EC145. Удешевление проекта было достигнуто за счёт удаления из EC145 пакета авионики и автопилота с правилами полёта по приборам с одним пилотом (SPIFR). Airbus Helicopters предложила прототип вертолёта в качестве универсального летательного аппарата потенциальным клиентам во время демонстрационных полётов по Европе. Задуманный как базовая модель для таких задач, как тушение пожаров с воздуха и выполнение разнообразных коммунальных работ, он также рассматривался как замена устаревшему вертолёту MBB Bo 105. В апреле 2015 года Европейское агентство безопасности полётов (EASA) выдало сертификат типа на вертолёт EC145e. В 2015 году компания Metro Aviation заключила соглашение с Airbus Helicopters, по предложению различных модификаций EC145e для различных клиентов и выступать в качестве реселлера этого варианта. В 2015 году компания Airbus Helicopters переименовала EC145 в H145.
В марте 2019 года Airbus Helicopters объявила, что в сотрудничестве с японской фирмой Kawasaki разрабатывает модернизированную модель H145. В основном среди его новых особенностей был новый безопорный 5-ти лопастный несущий винт с лопастями Blue Edge, испытания которого начались в апреле 2018 года. Новая безопорная система несущего винта вертолёта имеет полностью композитную гибкую балку и лопасти несущего винта, что позволяет отказаться от конструкции несущего винта, которая использовалась на предыдущих поколениях вертолётов Airbus Helicopters. Новый вертолёт также полностью обходится без головки несущего винта и сопутствующих масла и смазки, необходимых для её обслуживания. Лопасти не только обеспечивают увеличенную подъёмную силу благодаря новейшей конструкции аэродинамического профиля и технологиям используемых материалов, но и имеют уникальную складную конструкцию, которая обеспечивает хранение и простоту технического обслуживания. В Airbus добились увеличения полезной нагрузки вертолёта за счёт снижения его пустой массы на 50 кг и увеличения максимальной взлётной массы с 3700 до 3800 кг. Как сообщил во время брифинга перед выставкой Heli-Expo Аксель Хумперт, руководитель программы H145, полезная нагрузка вертолёта теперь почти равна его пустому весу.

## Конструкция
EC145 имеет больший объём кабины, чем его предшественник BK 117 C1: внутреннее пространство увеличено на 46 см в длину и на 13 см в ширину, что увеличивает объём кабины на 1,0 кубометр до 6,0 кубометров. Другие улучшения по сравнению с BK 117 включают увеличенную до 3585 кг максимальную взлётную массу и большую дальность полёта, частично достигнутые за счёт использования композитных лопастей несущего винта, которые были заимствованы у EC135. Винт приводится в действие ротором с монолитной титановой ступицей. Первоначально вертолёт был оснащён парой турбовальных двигателей Turboméca Arriel 1E2, позже вертолёты оснащались модернизированными двигателями Turboméca Arriel 2E. Ключевой особенностью вертолёта является система регулирования скорости вращения ротора и регулирования крутящего момента (VARTOMS), заимствованная у предшественника BK 117, которая, по мнению Eurocopter, делает EC145 «самым тихим вертолётом в своём классе».

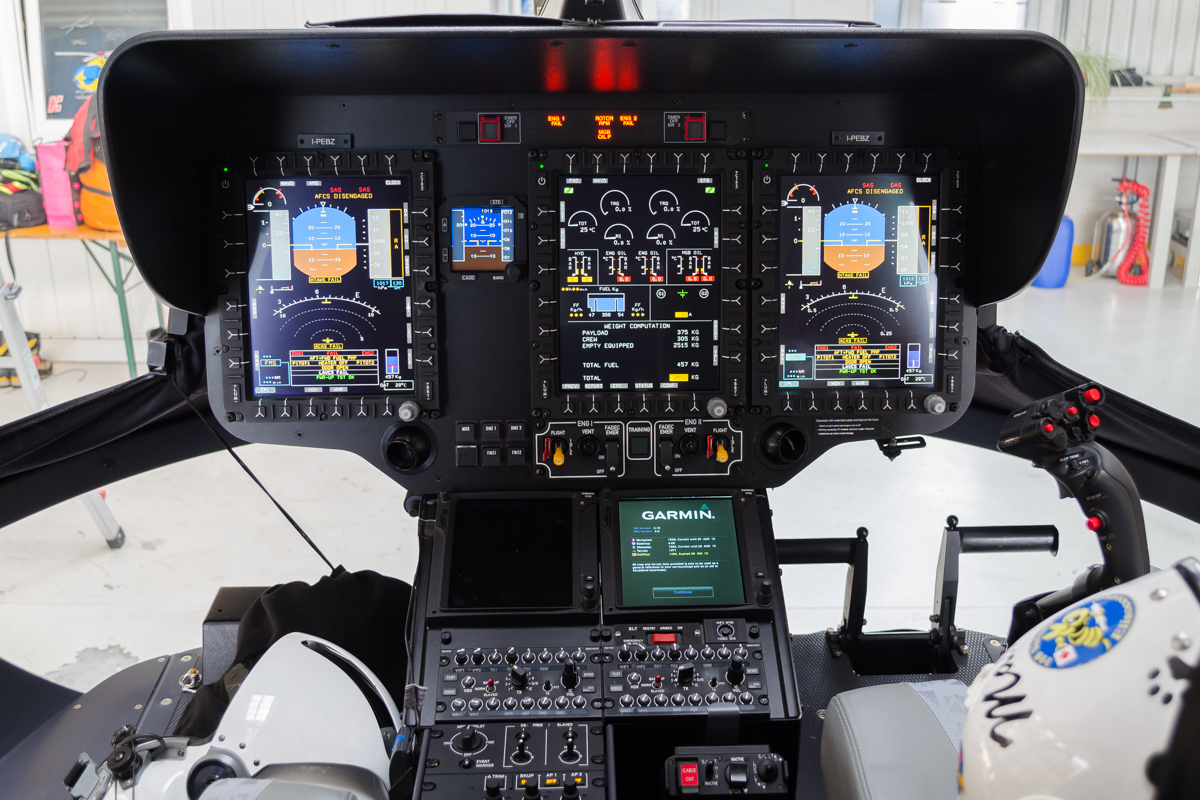
Стеклянная кабина вертолёта EC 145 T2

EC145 оснащён цельностеклянной кабиной, состоящей из системы отображения управления полётом MEGHAS производства Thales Avionics с жидкокристаллическими дисплеями с активной матрицей, позволяющей управлять вертолётом одним или двумя пилотами. Ряд систем являются независимыми резервными, включая автопилот, гидроусилитель системы управления вертолётом, систему смазки трансмиссии и некоторые бортовые датчики. Модернизированный EC145 T2 оснащён дополнительными обновлёнными системами авионики, такими как полноценный 4-осевой автопилот и двухканальную электронно-цифровую систему управления двигателем (FADEC). Для управления этими системами также были установлены три больших основных ЖК-дисплея. В ноябре 2008 года EC145 выполнил первые в Европе полёты на медицинском вертолёте по правилам полетов по приборам. При необходимости этот вертолёт может летать полностью под управлением GPS-навигации от взлёта до захода на посадку. EC145 также является первым гражданским вертолётом, оснащённым приборной панелью в кабине пилотов совместимой с приборами ночного видения, прямо с производственной линии.
Типичная компоновка салона EC145 позволяет разместить восемь пассажиров в комфортной конфигурации сидений или девять пассажиров в конфигурации сидений с высокой плотностью. Пассажирские сиденья установлены с возможностью быстрой перестановки в зависимости от текущих потребностей. Доступ в кабину возможен либо через раздвижные двери по обе стороны вертолёта, либо через большие раскладные двери в задней части кабины. В сочетании с высоко установленной хвостовой балкой раскладывающиеся двери обеспечивают безопасное пространство для погрузки и выгрузки даже во время вращения рулевого винта. В случае использования EC145 в качестве медицинского вертолёта, он может перевозить до двух пациентов на носилках и трёх сопровождающих медицинских работников. Вертолёт может быть оснащён аварийными поплавками, спасательным подъёмником, прожектором, грузовым крюком и специальным оборудованием для эвакуационных и спасательных нужд.
VIP-вариант EC 145 Stylence был запущен в 2008 году для корпоративных и частных клиентов и имеет различные эстетические и технологические изменения по сравнению с базовой моделью для обеспечения более высокого уровня комфорта пассажиров. Stylence отличается роскошным интерьером с различными конфигурациями пассажирских мест, кожаными сиденьями, вставками из углеродного волокна, ковровым покрытием, дополнительной раздвижной стенкой в задней части кабины и дополнительной консолью с холодильным боксом. В 2011 году Eurocopter выпустил высококлассный VIP-вариант Mercedes-Benz Style, разработанный совместно с подразделением Mercedes-Benz Advanced Design. Вариант Mercedes-Benz Style предлагает несколько конфигураций сидений для 4-8 пассажиров с возможностью установки до трёх многофункциональных шкафов с помощью переключаемых направляющих, три варианта отделки салона и обивки с деревянными панелями, усовершенствованную бортовую развлекательную систему и регулируемое освещение салона. Вертолёт также имеет некоторые внешние различия по сравнению с базовой моделью, включая изменённую переднюю часть и модифицированные посадочные полозья. В 2017 году Airbus Helicopters запустила бренд Airbus Corporate Helicopters (ACH) для корпоративных клиентов, при этом двум вертолётам из линейки H145 было присвоено маркетинговое название ACH145: модель ACH145, ранее называвшаяся Stylence, и модель ACH145 Editions, сохранившая название Mercedes-Benz.

## История службы

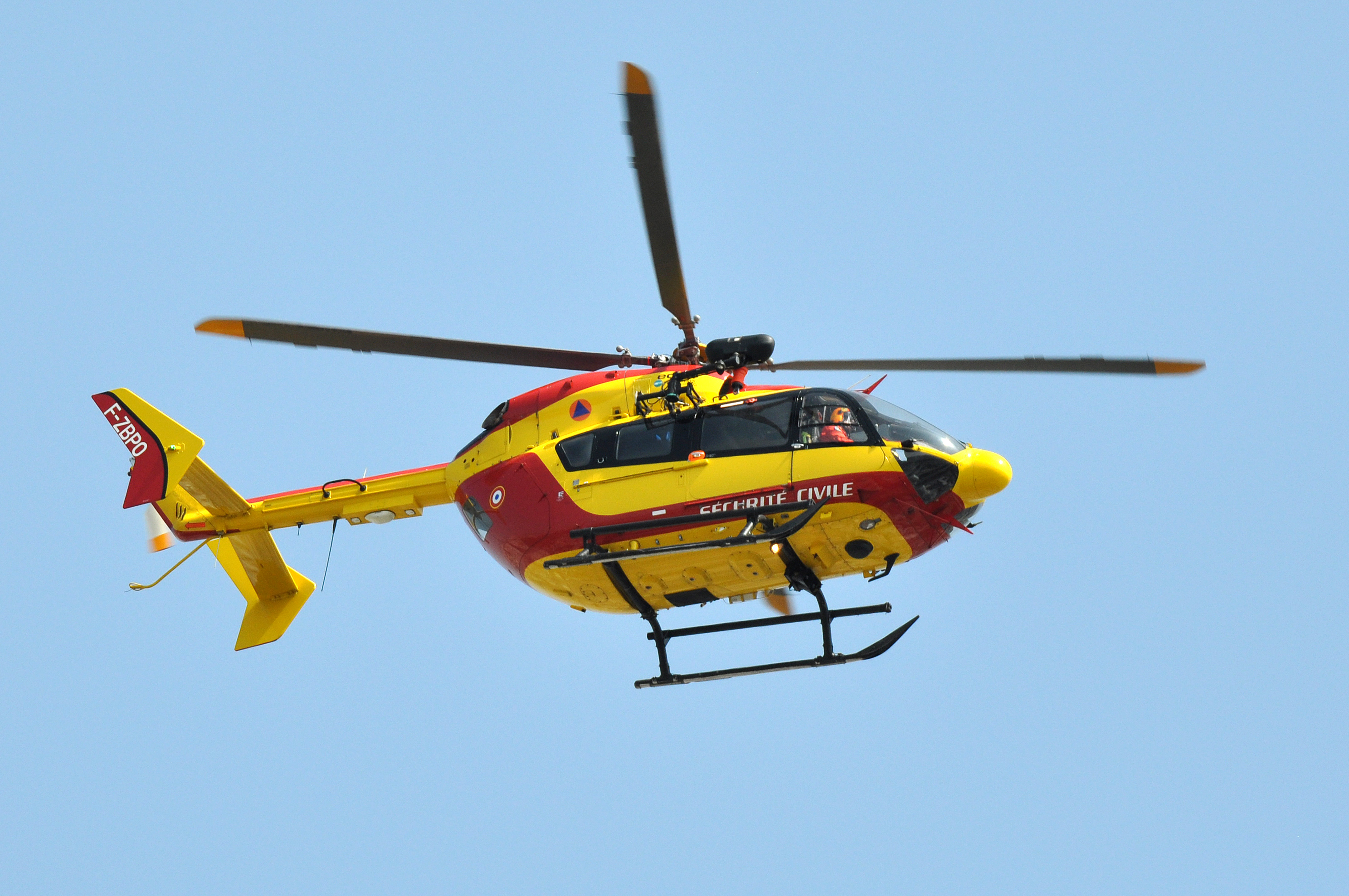
EC 145 Директората гражданской безопасности Франции

Директорат гражданской безопасности Франции, Национальная жандармерия Франции  и полиция федеральной земли Гессен в Германии, стали первыми эксплуатантами EC145 с начала поставок в апреле 2002 года. Директорат гражданской безопасности приобрёл эти вертолёты в качестве замены устаревшему парку Aérospatiale Alouette III, выбрав EC 145 в конкурсе между ним и Eurocopter AS365 Dauphin. В ноябре 2006 года Директорат планировал более широко использовать возможности EC145 при проведении поисково-спасательных операций в сложных метеорологических условиях и в ночное время. В 2008 году представители жандармерии Франции заявили, что готовность парка вертолётов EC145  составляет примерно 90 процентов. К июню 2009 года из 32 единиц EC145, поставленных Директорату гражданской безопасности Франции, три были потеряны в результате аварий.
В октябре 2010 года было официально подписано соглашение о создании совместного предприятия между Eurocopter и «Казахстан Инжиниринг» – Eurocopter Казахстан Инжиниринг. Совместное предприятие стало единственным производителем EC145 в СНГ, которое обладает эксклюзивными правами на поставку этого вертолёта в Монголию, Узбекистан, Таджикистан, Кыргызстан, Белоруссию и Азербайджан. В ноябре 2011 года Казахстан получил первую партию из шести заказанных вертолётов EC145. В сентябре 2012 года компания «Eurocopter Казахстан» получила первые сборочные комплекты EC145 для своего нового завода в Астане. На предприятии будет выпускаться до 10 единиц EC145 в год. К ноябрю 2015 года на казахстанском предприятии было изготовлено 20 винтокрылых машин: 14 для МЧС Республики Казахстан и 6 для Минобороны Казахстана.
В апреле 2012 года Eurocopter объявила о доставке клиенту 500-го EC145. 31 июля 2014 года первый модернизированный EC145 T2 был доставлен заказчику, компании DRF Luftrettung, которая заказала в общей сложности 20 таких вертолётов для оказания неотложной медицинской помощи.
В апреле 2015 года Airbus Group Australia Pacific поставила заказчику свой первый H145, ранее называвшийся EC145 T2. В июне 2015 года было объявлено, что Саудовская Аравия намерена закупить 23 вертолёта H145 на сумму 500 миллионов долларов.
25 сентября 2019 года вертолёт Airbus Helicopters H145 приземлился на вершине Аконкагуа, самой высокой горы в Южном полушарии на высоте 6962 метра, под управлением лётчика-испытателя Airbus Александра Нейхауса и инженера-испытателя Антуана ван Гента. Это стало рекордом для двухмоторного вертолёта.

### Военная служба

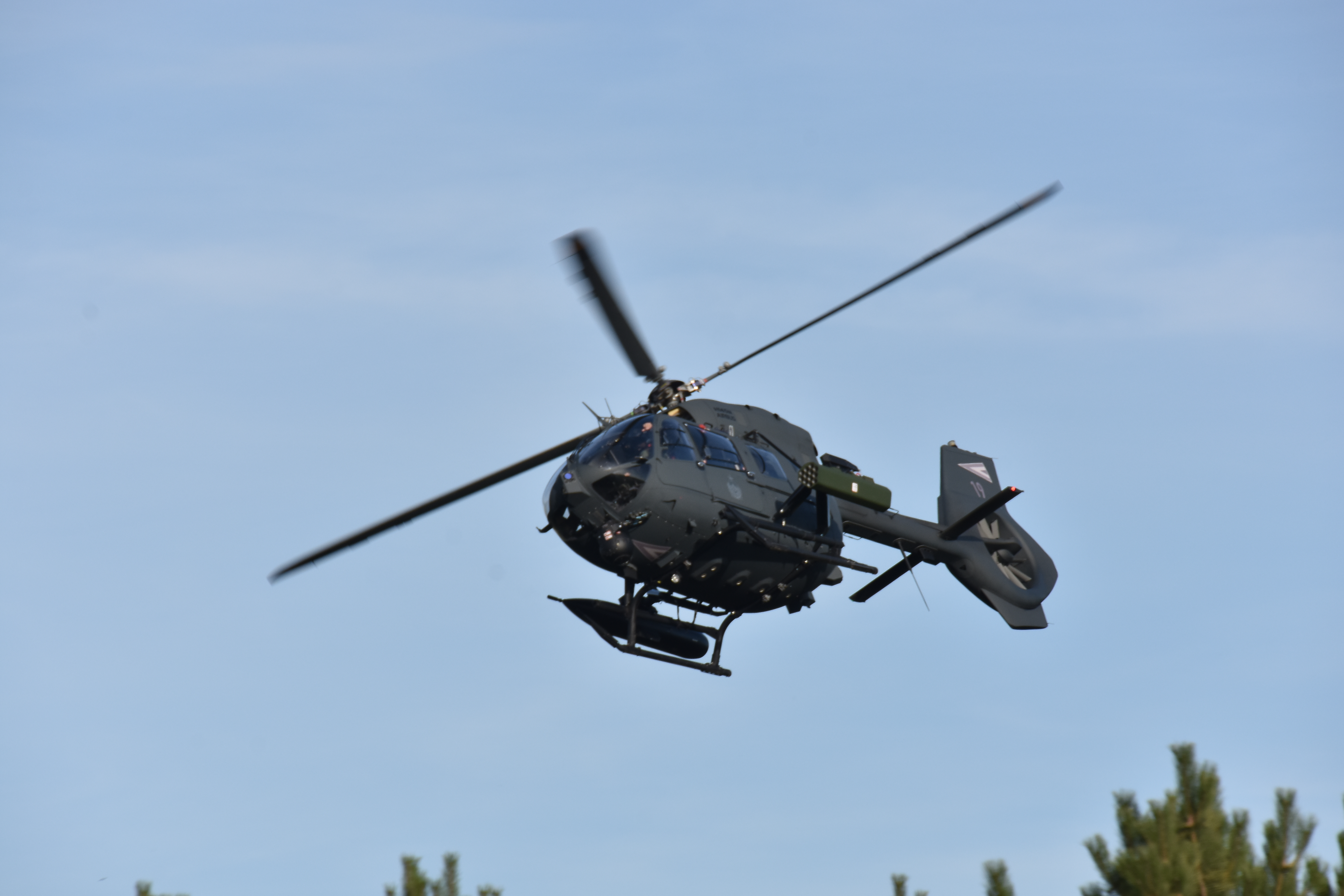
H145М ВВС Венгрии в роли вертолёта огневой поддержки. В качестве вооружения используются 20-мм пушка в контейнере и блок неуправляемых авиационных ракет

В 2006 году UH 145, военный вариант EC145, был выбран Армией США на конкурсе по программе лёгкого многоцелевого вертолёта (LUH - light utility helicopter program), опередив три других вертолёта. Сделка стоимостью 3 миллиарда долларов включала поставку и техническое обслуживание 345 вертолётов с возможностью приобретения дополнительных единиц техники. Этот вариант получил официальное обозначение Министерства обороны США UH-72 Lakota. Первый UH-72A был поставлен армии США в декабре 2006 года. В августе 2007 года Федеральное управление гражданской авиации США разрешило начало производства вертолётов UH-72A и гражданского вертолёта EC145 на заводе филиала American Eurocopter в Колумбусе, штат Миссисипи.
В июле 2013 года Германия закупила 15 единиц EC145 для Командования сил специального назначения (KSK) Бундесвера под обозначением EC645 T2. EC645 T2 оснащен турельными установками для различного вооружения, системой электронного противодействия, баллистической защитой, электрооптической системой, быстродействующей канатной системой, грузовыми крюками и подъёмниками. В октябре 2014 года Таиланд разместил заказ на 5 вертолётов EC645 T2 для Королевских военно-морских сил Таиланда. 27 ноября 2014 года EC645 T2 совершил первый полёт в Донаувёрте, Германия. 15 мая 2015 года H145M, ранее обозначавшийся как EC645 T2, получил сертификат лётной годности от Европейского агентства по безопасности полётов. Первые два H145M были получены Германией и переданы в состав вооружённых сил в декабре 2015 года.
В декабре 2016 года Сербия разместила заказ на 9 единиц H145M, шесть из которых будут предназначены для ВВС и ПВО Сербии, четыре из которых будут оснащены системой вооружения HForce и 3 для полиции Сербии. Система вооружения HForce, предлагаемая Airbus состоит из центрального блока для расчёта стрельбы, монокулярного нашлемного прицела и дисплея (HMSD) для наведения пилота и оператора-наводчика, электрооптическая система для идентификации целей, а также подвесные системы для различных типов вооружений. Испытания этой системы в компании завершили в ноябре 2017 года. В ноябре 2018 года Сербия изменила распределение поставок вертолётов — полиция получит дополнительный H145M, а ВВС и ПВО Сербии получат на один H145M меньше, при этом три будут оснащены системой HForce.
В июне 2018 года Венгрия разместила заказ на 20 единиц H145M для ВВС Венгрии, оснащённых системой вооружения HForce. Поставки вертолётов завершились в 2021 году. Военно-воздушным силам были поставлены вертолёты в военно-транспортной и поисково-спасательной комплектациях, а также некоторое количество вертолётов огневой поддержки. Первые боевые стрельбы были проведены в сентябре 2021 года с использованием установок с 20-мм пушками.
В июле 2018 года Люксембург разместил заказ на два самолёта H145M для своих вооружённых сил и полиции.
В августе 2021 года ВВС Германии направили два H145M в международный аэропорт имени Хамида Карзая для оказания помощи в операциях по эвакуации персонала после падения Кабула в 2021 году. 22 августа, министерство сообщило в Twitter: «Мы только что проинформировали Бундестаг (парламент) Германии о том, что мы расширяем нашу операцию в Афганистане. Сегодня задействованы два вертолета H-145M». Генеральный инспектор Бундесвера Эберхард Цорн отметил, что H145M был выбран из-за его небольших размеров и высокой маневренности, лучшим образом подходящей для городских операций.
24 февраля 2023 года бельгийская газета De Morgen отметила, что ВВС Бельгии выбрали H145M в качестве своего основного лёгкого многоцелевого вертолёта. Ожидается, что одобрение правительством заказа на 15 вертолётов будет окончательно оформлено 10 марта 2023 г. на заседании комиссии по обороне. H145M должны заменить 4 единицы NH90-TTH и последние оставшиеся Agusta A109BAi на вооружении ВВС.

## Варианты

### EC145
Базовая серийная модель, созданная на основе предыдущего вертолёта BK 117 C-1. Этот вертолёт оснащён турбовальными двигателями Turbomeca Arriel 1E2 и имеет обычный рулевой винт с двумя килями, установленными на хвостовом оперении. EC145 — это маркетинговое название BK 117 C-2.

### ACH145
Корпоративная модель повышенной комфортности Airbus Corporate Helicopters предлагается в двух линейках продуктов: ACH Line, ранее называвшаяся Stylence, и Mercedes-Benz Style, входящей в линейку продуктов ACH Editions. Варианты интерьера ACH145 включают разные конфигурации пассажирских сидений, обивку, отделку, освещение, ковровое покрытие и место для хранения вещей. Планер Mercedes-Benz Style имеет изменённую носовую часть и модифицированные полозья.

### EC145e
Вариант базового EC145 для служебных целей, с новой цифровой стеклянной кабиной Garmin G500H и удалением некоторых полётных опций, таких как система автоматического управления полётом, а с также использованием стандартизированного интерьера в целях снижения массы вертолёта. EC145e — это маркетинговое название BK 117 C-2e.

### H145
Обновленная версия EC145, первоначально обозначенная как EC145 T2. Имеет рулевой винт, выполненный по схеме «Фенестрон», вместо классической компоновки. Другие изменения включают установку более мощных (775 киловатт (1039 л. с.) двигателей Arriel 2E и новой авионики. Максимальная взлётная масса составляет 3700 кг. В 2019 году Airbus Helicopters анонсировала новый вариант этого типа с новой 5-лопастной безопорной схемой несущего винта, увеличивающей полезную нагрузку на 150 кг и максимальную взлётную массу до 3800 кг. Этот вариант получил сертификацию EASA в июне 2020 года. Airbus планирует поставить последний серийный H145 со стандартным 4-лопастным винтом в феврале 2021 года, после чего на производственной линии будет собираться только новый тип с 5 лопастями. Уже находящиеся в эксплуатации 4-лопастные H145 также могут быть модернизированы до нового 5-лопастного стандарта. H145 — это маркетинговое название как BK 117 D-2 (вариант несущего винта с 4 лопастями), так и BK 117 D-3 (вариант несущего винта с 5 лопастями).

### H145 D3
Обновлённая версия H145 с 5-лопастным несущим винтом. По сравнению с D-2 эффективная загрузочная масса D-3 увеличена на 150 кг за счёт увеличения максимальной общей массы на 100 кг и снижения массы вертолёта на 50 кг.

### H145M
Военизированная версия H145, ранее имевшая наименование как EC645 T2. Он может быть оснащён баллистической защитой, самогерметизирующимися топливными баками, электрооптическими/инфракрасными датчиками, турельной установкой для пулемётов FN MAG калибра 7,62 мм или M134 Minigun, системами связи и навигации военного уровня, а также системой радио подавления и радиоэлектронной борьбы. Система вооружения HForce производства Airbus H145M может обеспечивать точное наведение 12,7-мм пулемётов и 20-мм автоматических пушек, а также 70-мм управляемых и неуправляемых авиационных ракет. Противотанковые возможности вертолёта будут обеспечены за счёт интеграции в вооружение H145M управляемой ракеты израильского производства SPIKE ER2.

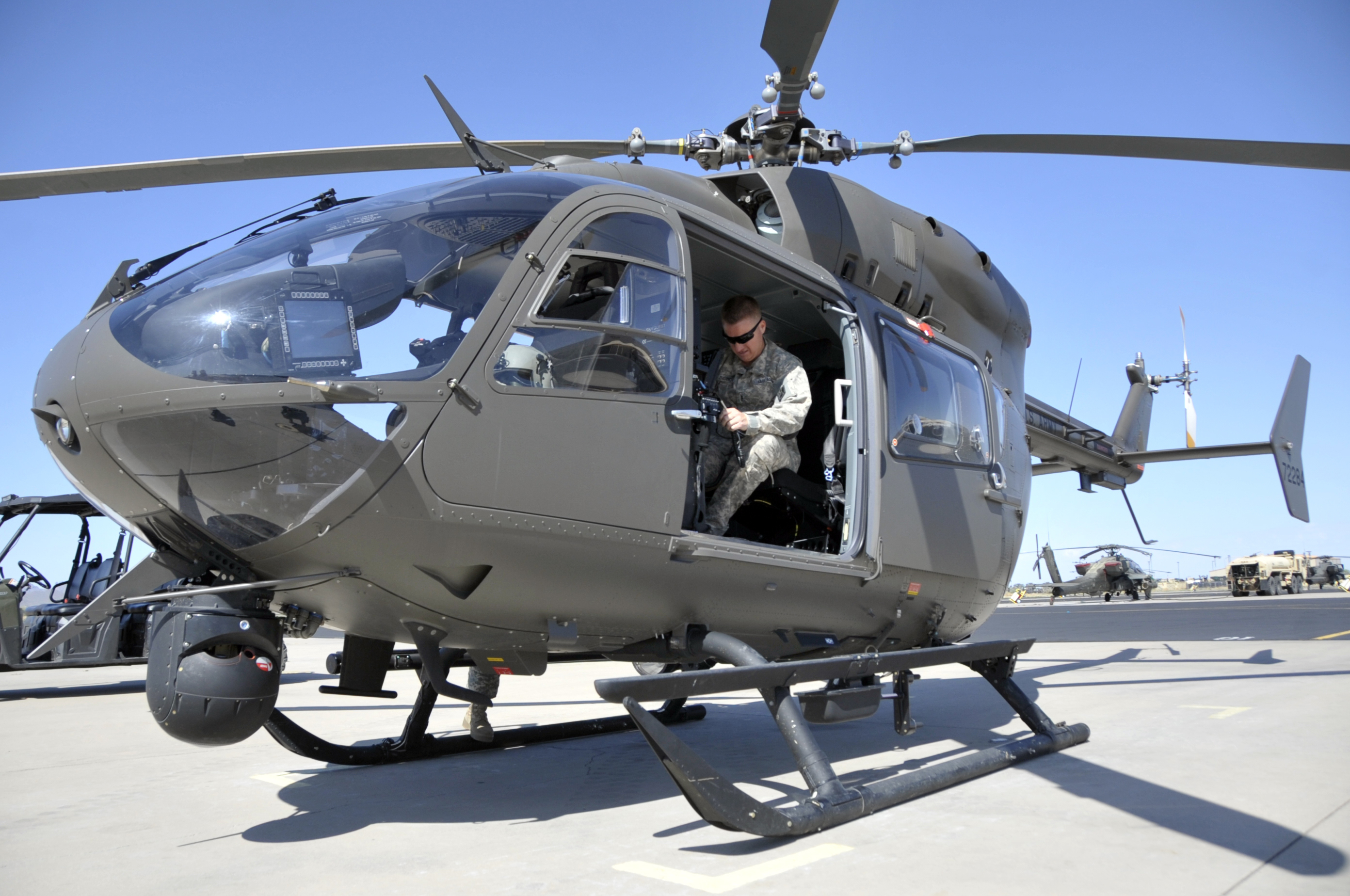
UH-72 Lakota из состава Армии Национальной гвардии Миссисипи

### UH-72 Lakota
Военизированный лёгкий многоцелевой вертолёт на базе базовой модели EC145, эксплуатируемый Национальной гвардией и Армией США. Дальнейшее развитие модели — вертолёт под наименованием UH-72B имеет множество улучшений и модернизаций включая рулевой винт, выполненный по схеме «Фенестрон», обновлённую авионику и бортовое оборудование.

### Jupiter HT.1
Используется Вооружёнными силами Великобритании для обучения пилотов поисково-спасательных вертолётов.

### Jupiter HS.2
Используется Королевскими ВВС Великобритании в качестве вертолёта для перевозки грузов.

## Операторы
В 2019 году более 1300 разных вариантов H145 находились в эксплуатации по всему миру, а в 2012 году сообщалось о 34 странах и около 100 заказчиках этого вертолёта.

### Военные операторы
Ниже представлены некоторые военные операторы вертолёта H145/EC145
 Албания
- ВВС Албании — 3 вертолёта EC145[57]

 Бельгия
- ВВС Бельгии - заказано 15 единиц EC145[58]

 Боливия
- ВВС Боливии — 2 вертолёта EC145[57]

 Великобритания
- ВВС Великобритании
  - 1-я летная учебная школа ВВС (No. 1 Flying Training School RAF[англ.])
  - 202-я эскадрилья ВВС[59]
  - 84-я эскадрилья ВВС (авиабаза Акротири)[55]
  - Британские силы в Брунее (British Forces Brunei[англ.])[55]

 Венгрия
- Вооружённые силы Венгрии — 19 единиц H145M. Изначально было заказано 20 вертолётов, один потерпел аварию во время учений в Хорватии 21 июня 2023 года[47][60]

 Германия

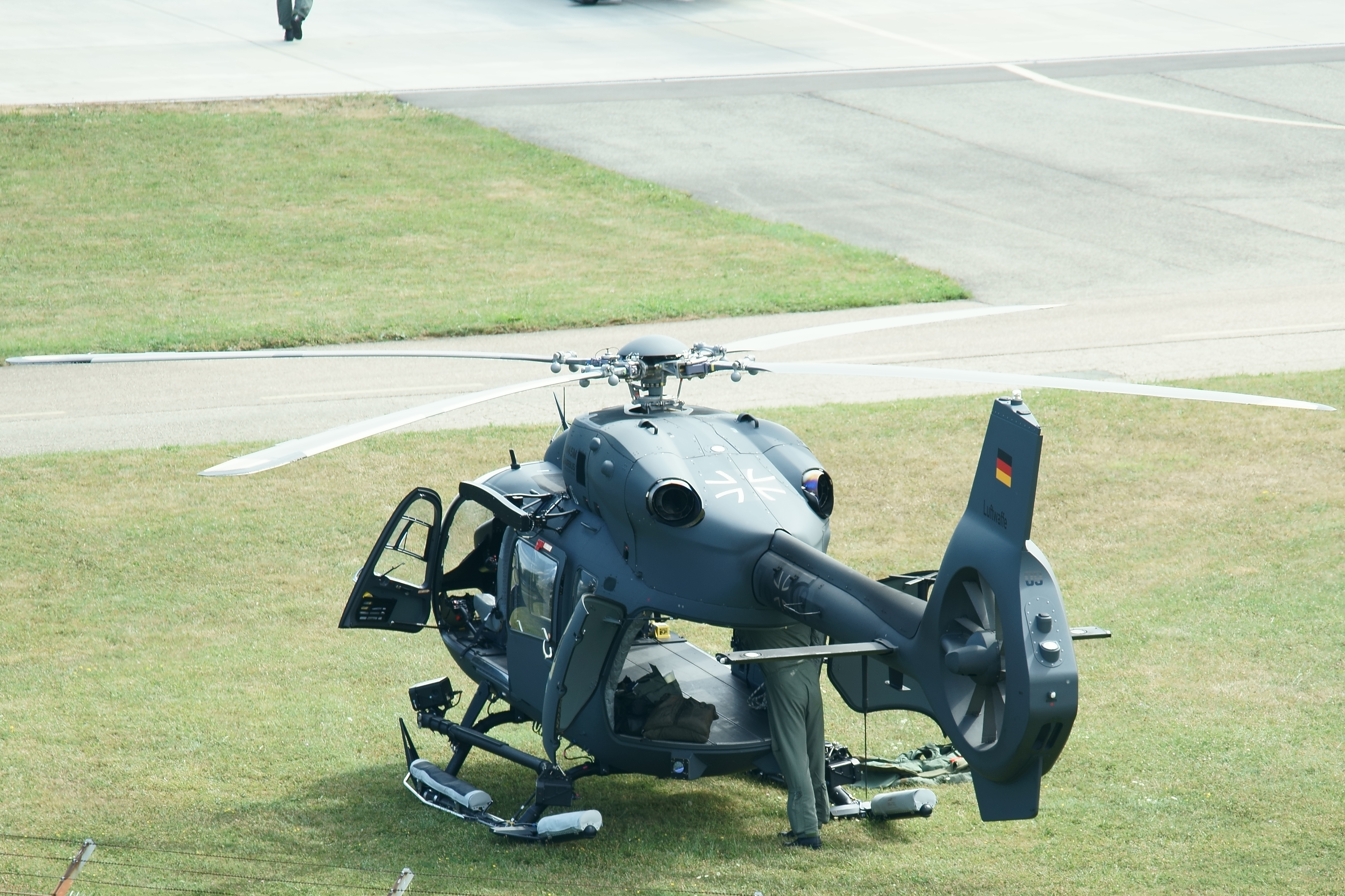
H145M ВВС Германии, действующий в интересах Командования сил специального назначения (Kommando Spezialkräfte) в 2017 году

- Корпус армейской авиации Германии - 7 единиц H145 LUH SAR[61]
- ВВС Германии - 15 единиц H145M LUH SOF[62]

 Казахстан
- Силы воздушной обороны Казахстана - 8 единиц EC145[57]

 Люксембург
- Вооружённые силы Люксембурга — 2 единицы H145M[48]

 Сербия
- ВВС и войска ПВО Сербии — 6 вертолётов H145M в строю и ещё 9 заказано[57]

 Соединённые Штаты Америки
- Армия США - см. UH-72 Lakota
- Национальная гвардия США - см. UH-72 Lakota

 Таиланд
- Сухопутные войска Таиланда — 5 единиц H145, 5 единиц UH-72 Lakota (один вертолёт потерян в 2016 году)[63][64]
- ВМС Таиланда - 5 единиц H-145[65]

 Франция
- Национальная жандармерия Франции - 16 единиц EC145[66]

 Эквадор
- ВВС Эквадора — 2 единицы H145M получены в 2020 году, ещё четыре будут поставлены к апрелю 2021 года[67].

### Гражданские и правительственные операторы
Ниже представлены некоторые гражданские и правительственные операторы вертолёта H145/EC145
 Австралия
- Полиция штата Западная Австралия

 Бразилия
- Служба общественной безопасности штата Баия[68]
- Служба общественной безопасности штата Мараньян[68]
- Служба общественной безопасности штата Сеара[68]
- Пожарный департамент штата Минас-Жерайс[69]

 Великобритания
- East Anglian Air Ambulance[англ.][70]
- Медицинский EC145 в ОулуYorkshire Air Ambulance[англ.][71]

 Германия

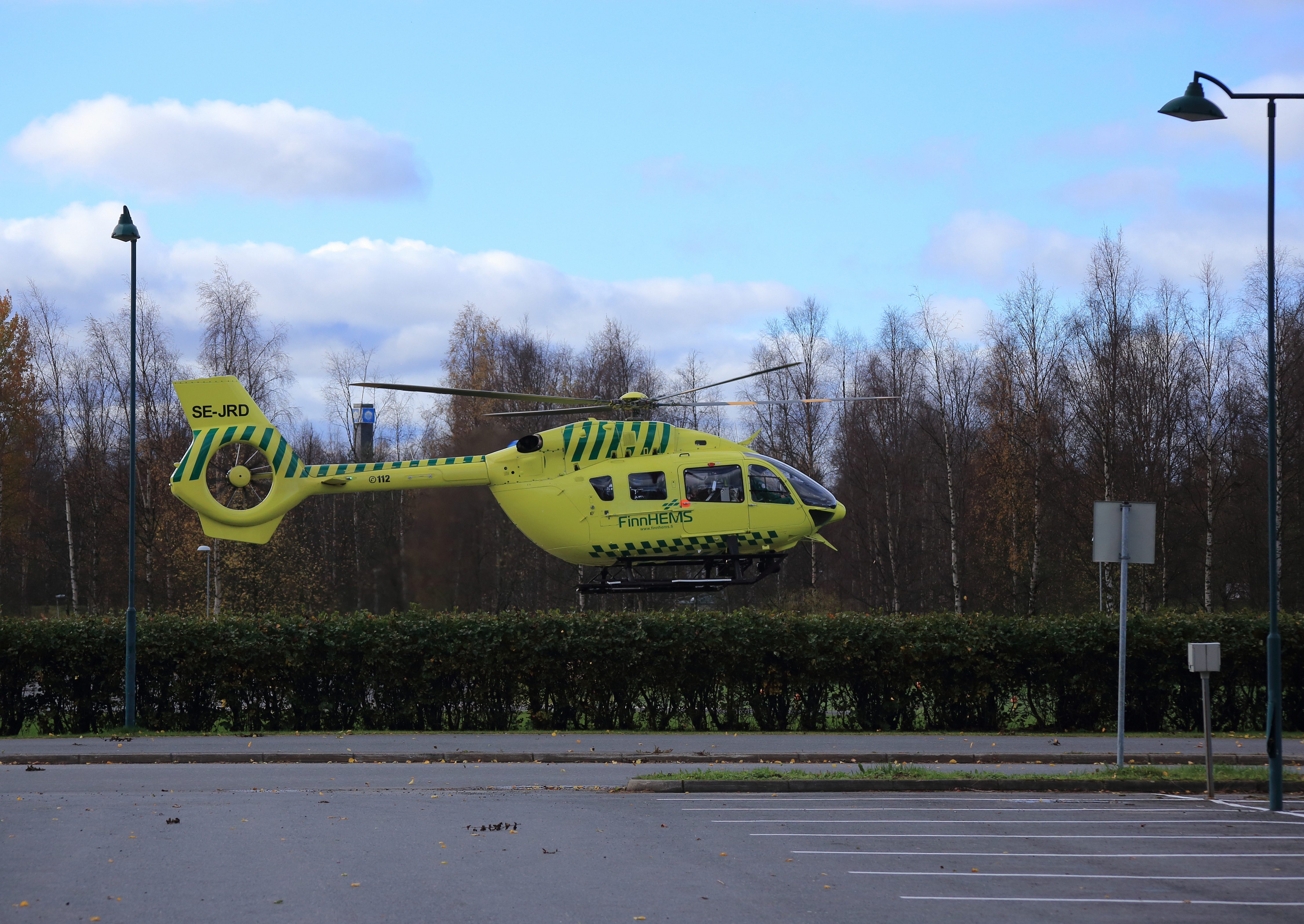
Медицинский EC145 в Оулу

- Всеобщий немецкий автомобильный клуб[72]
- Земельная полиция Германии (Landespolizei[англ.])[73]
- Немецкая авиационно-спасательная служба[74]

 Грузия
- Пограничная полиция Грузии

 Израиль
- Полиция Израиля[75]

 Испания
- Департамент здравоохранения правительства Каталонии[76]

 Литва
- Служба охраны государственной границы Литвы[77]

 Нидерланды
- Скорая медицинская помощь в Нидерландах (Emergency medical services in the Netherlands[англ.])[78]

 Норвегия
- Норвежский фонд воздушной медицинской помощи (Norsk Luftambulanse[англ.])[79]

 Россия
- Московский авиационный центр[80]

 Саудовская Аравия
- МВД Саудовской Аравии[81]

 Сербия
- Вертолётное подразделение полиции Сербии[57]

 Украина
- Государственная служба Украины по чрезвычайным ситуациям[82]
- МВД Украины[83]

 Филиппины
- Береговая охрана Филиппин

 Франция
- Директорат гражданской безопасности Франции[84]

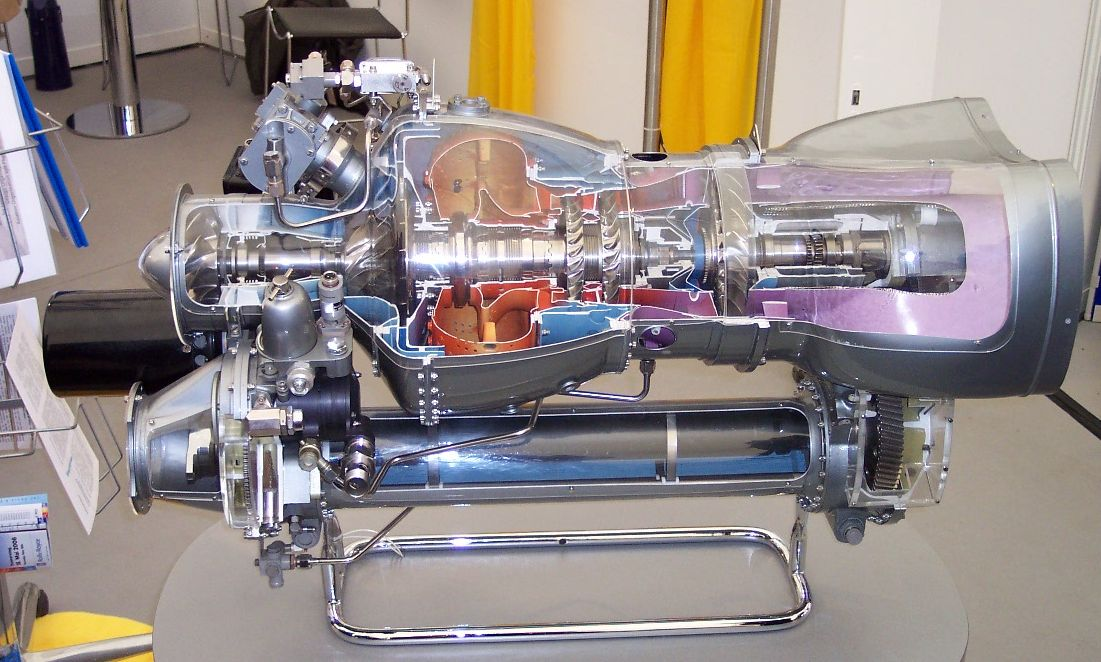
Двигатель Turboméca Arriel в разрезе, устанавливаемый на EC145

## Тактико-технические характеристики
Источник данных: Jane's 

Технические характеристики
- Экипаж: 1-2 пилота
- Пассажировместимость: до 9 пассажиров
- Длина: 13,03 м
- Длина фюзеляжа: 10,19 м
- Диаметр несущего винта: 11,0 м
- Диаметр рулевого винта: 1,96 м
- Максимальная ширина фюзеляжа: 1,84 м
- Высота: 3,96 м (с хвостовым винтом)
- Площадь, ометаемая несущим винтом: 95,03 м²
- Колея шасси: 2,4 м
- Масса пустого: 1 792 кг
- Максимальная взлётная масса: 3 585 кг
- Масса груза на внешней подвеске: 1 500 кг
- Масса топлива во внутренних баках: 694 кг (максимальная)
- Объём топливных баков: 867,5 л
- Силовая установка: 2 × турбовальных Turbomeca Arriel 1E2
- Мощность двигателей: 2 × 738 л.с. (2 × 550 кВт (взлётная))
- Габариты грузовой кабины:
  - Длина: 3,42 м
  - Ширина: 1,4 м
  - Высота: 1,22 м
  - Площадь: 4,72 м²
  - Полезный объём: 6,8 м³

Лётные характеристики
- Максимально допустимая скорость: 278 км/ч
- Крейсерская скорость: 256 км/ч
- Практическая дальность: 705 км (при 239 км/ч)
- Продолжительность полёта: 3 часа 55 мин.
- Практический потолок: 5 485 м
- Статический потолок: 5 485 м
- Статический потолок при максимальной взлётной массе:
  - с использованием эффекта земли: 2 925 м
  - без использования эффекта земли: 370 м
- Скороподъёмность: 16,3 м/с
- Нагрузка на диск: 37,7 кг/м²
- Тяговооружённость: 205 Вт/кг (на трансмиссию при максимальной взлётной массе)